# Alan Buribayev
Alan Buribayev (en kazajo: Алан Бөрібаев) nació en 1979; es un director de orquesta kazajo, hijo de un violonchelista y director y de una pianista. Estudió violín y dirección de orquesta en el Conservatorio Estatal de Kazajistán. Más tarde estudió en Viena con el director esloveno Uros Lajovic. En 2011 Buribayev fue premiado en los concursos de dirección de orquesta Lovro von Matacic en Zagreb y Antonio Pedrotti.
Buribayev comenzó su mandato como director titular de la Orquesta Sinfónica de Astaná (Kazajistán), en marzo de 2003 y concluyó su mandato en 2007. De 2004 a 2007, fue director general de música del teatro de Meiningen (Alemania). Se convirtió en director principal de la orquesta sinfónica de Norrköping en la temporada 2007-2008, con un contrato inicial hasta 2010, prolongado hasta 2011. Se convirtió en director principal de la Het Brabants Orkest de los Países Bajos en la temporada 2008-2009, y concluyó su dirección musical en 2012.
En mayo de 2009, fue nombrado director de RTÉ, la orquesta sinfónica nacional irlandesa, a partir de septiembre de 2010, con un contrato inicial de 3 años. El 18 de julio de 2012, la RTÉ anunció que había acordado con Buribayev extender su contrato por otros dos años, hasta el final de la temporada 2015.